# Giulio Onorio
Giulio Onorio (in latino Iulius Honorius; fl. V secolo) è stato un cosmografo, scrittore e geografo romano del V secolo.

## L'opera
È autore di un breve trattato geografico dal titolo Cosmographia. Nell'opera in questione, il mondo è diviso in quattro oceani (Oceanus Orientalis, Occidentalis, Septentrionalis, Meridianus). Per ogni oceano si enumerano i mari, le isole, le montagne, le province, le città, i fiumi e le nazioni contenuti in essi e di cui viene dato solo uno scarno elenco dei nomi tranne nel caso dei fiumi, di cui viene fornito il luogo dove nasce, dove sfocia, ed occasionalmente la lunghezza.

## La tradizione del testo
Il trattato venne stampato forse per la prima volta nel 1645 in un'edizione di Martin Delrio assieme alle opere di Pomponio Mela e Gaio Giulio Solino.
Successivamente venne stampato anche nel 1685 in un'edizione di Johann Georg Graevius assieme alle opere di Pomponio Mela.